# Односторінковий застосунок
Односторінковий застосунок (англ. single-page application, SPA), також відомий як односторінковий інтерфейс (англ. single-page interface, SPI) - це вебзастосунок чи вебсайт, який вміщується на одній сторінці з метою забезпечити користувачу досвід близький до користування настільною програмою.
В односторінковому застосунку весь необхідний код - HTML, JavaScript, та CSS - завантажується разом зі сторінкою , або динамічно довантажується за потребою, зазвичай у відповідь на дії користувача. Сторінка не оновлюється і не перенаправляє користувача до іншої сторінки у процесі роботи з нею. Взаємодія з односторінковим застосунком часто включає в себе динамічний зв'язок з вебсервером.

### Історія
Термін "односторінковий застосунок" був вигаданий Стівом Еном у 2005 році, хоча концепція обговорювалась ще на початку 2003 року, також Стюарт (stunix) Морис описав "автономний вебсайт" (Self-Contained website) з такими ж цілями та функціоналом в 2002 році та пізніше у цьому році Лукас Бердо, Кевін Гекмен, Майкл Пічі та Еван Є зробили опис у патенті США 8,136,109.
Javascript може бути використаний у веббраузері для відображення інтерфейсу користувача, виконання логіки застосунку, та взаємодії з вебсервером. Нативні бібліотекі з відкритим кодом доступні для побудови односторінкових застосунків, зменшуючи код, який потрібно написати розробнику Javascript